# Elena Mendoza Lora
Elena Mendoza Lora (Madrid, 1964) es una matemática española y directiva en diversas empresas tecnológicas como IBM, Lenovo, Microsoft o Avanade Spain.

## Trayectoria
Es Licenciada en Matemáticas por la Universidad Complutense de Madrid con especialidad en Investigación Operativa, y Máster en Marketing y Dirección de Empresas por el Instituto de Directivos de Empresa de Madrid.
En 1989 se incorporó a IBM, donde desarrolló su carrera profesional, ocupando diversos puestos ejecutivos y directivos de ámbito nacional e internacional en distintas áreas. En 1997 fue nombrada responsable de la Organización de Servicios de Microinformática y Redes. Ocupó este puesto hasta el año 2000, en que asumió un cargo internacional como adjunta al director general de la División de Servicios de IBM-EMEA (Europa, Oriente Medio y África). Un año después, le fue asignado el proyecto internacional de crear la unidad de negocio de Pymes de la División de Servicios de Integración de Tecnología de IBM-EMEA (IBM ITS).
En marzo de 2002 fue nombrada directora de Grandes Cuentas de la División de Informática Personal de IBM España, puesto que desempeñó hasta su incorporación a Lenovo, cuando se creó la compañía en mayo de 2005. A finales de marzo de 2007, Elena Mendoza fue nombrada directora general de Lenovo España y Portugal, asumiendo el liderazgo de la compañía y manteniendo responsabilidad directa sobre el área de negocio de grandes cuentas.
Es 2011 fue nombrada directora de Grandes Cuentas y Partners de Microsoft.
En 2015 fue nombrada vicepresidenta de desarrollo de negocio de Avanade Spain.